# Llista d'asos de l'aviació de la Primera Guerra Mundial amb 8 victòries
El terme as fou utilitzat per primer cop per la premsa francesa durant la Primera Guerra Mundial, descrivint Adolphe Pégoud com l'as, després d'haver abatut 5 aparells alemanys. Al principi de la Primera Guerra Mundial encara no existien els combats aeris i els aparells eren únicament de reconeixement. Tan bon punt els aparells van començar a ser capaços d'abatre o de forçar a aterrar altres aparells, sistemes d'acreditació de victòries van aparèixer.
En els primers passos de l'aviació militar, diferents serveis aeris van desenvolupar diferents mètodes d'acreditació de victòries aèries. Cap d'aquests sistemes era 100% fiable i eren constantment subjectes a variacions. De fet, el nombre de victòries per a ser considerat com un as oficialment variava depenent del servei militar.
Els alemanys no utilitzaven el terme as sinó que es referien als pilots alemanys amb 10 victòries com a Überkanone, assignant cada victòria a un pilot en concret, i només després d'haver verificat visualment la destrucció total o parcial de l'aparell enemic. El sistema de l'Armée de l'Air francesa només comptava els aparells totalment destruïts, però acreditaven a tot aquell pilot o observador que hagués participat en la victòria, que en alguns casos podien ser diversos individuals. La majoria de les altres nacions (inclosos els Estats Units) van adoptar el sistema francès. Els aparells britànics lluitaven normalment sobre territori alemany i, per tant, no podien fer servir el mateix mètode que els alemanys, de verificar visualment totes les victòries. Al principi les batalles resultaven sovint en l'oponent forçat a aterrar o expulsat del territori essent obligat a marxar cap al seu territori. Per això, els britànics acreditaven combats categoritzats de decisius pels mateixos comandants d'esquadró; podent incloure aparells alemanys expulsats del territori o aparells que havien estat vistos per última vegada for a de control sense verificar si realment havien acabat estavellant-se. Les acreditacions dels russos reflectien a vegades victòries on l'enemic no havia estat totalment destruït. El terme as mai va ser utilitzat oficialment pels britànics.
Tot i que l'estatus d'as era sovint associat als pilots de caça, tant els bombarders com els aparells de reconeixement, i observadors en aparells biplaça com per exemple el Bristol F.2b (Bristol Fighter) també obtenien victòries sobre l'enemic. En ambdós bàndols, si un aparell biplaça aconseguia una victòria, aquesta era acreditada a ambdós membres de l'equip, tant el pilot com l'observador/metralladora. Com que alguns pilots formaven equips amb diversos observadors/metralladora en aparells biplaça, es podia donar el cas que els observadors fossin asos mentre que els pilots no.

## Condecoracions
Condecoració* indica que una barra s'ha afegit a la cinta de la condecoració en qüestió, resultat de l'obtenció de la medalla per segon cop.

Condecoració** i Condecoració*** similarment a l'anterior per al tercer i quart cop respectivament, de l'obtenció de la condecoració.

### Aliats
| Condecoració | Títol                        | Anotacions |
| ------------ | ---------------------------- | --- |
| AFC          | Air Force Cross              | Expedida per actes de galanteria en vol durant operacions no actives per premiar oficials inclosos els de la Royal Air Force                                                 |
| CBE          | Orde de l'Imperi Britànic    | Orde de cavalleria creat per Jordi V del Regne Unit |
| CdeG         | Creu de Guerra               | Condecoració militar francesa, coneguda per ésser atorgada normalment a forces aliades a França                                                                              |
| BCdeG        | Creu de Guerra               | Condecoració militar belga, coneguda per ésser atorgada normalment a forces aliades a Bèlgica                                                                                |
| CdeLd'H      | Legió d'Honor                | Condecoració militar francesa atorgada per conducta militar/civil excel·lent, sota investigació oficial                                                                      |
| CG           | Croce di Guerra              | Condecoració militar italiana |
| DCM          | Distinguished Conduct Medal  | Condecoració militar britànica |
| DFC          | Distinguished Flying Cross   | Atorgada a oficials de la Royal Air Force al valor i galanteria durant operacions actives contra l'enemic a l'aire                                                           |
| DFC(US)      | Distinguished Flying Cross   | Atorgada a oficials o qualsevol altre militar enllistat amb les forces armades estatunidenques que es distingeix per l'heroisme o la consecució d'algun acte heroic a l'aire |
| DFM          | Distinguished Flying Medal   | Condecoració per a militars de menys rang al reconeixement d'algun acte heroic                                                                                               |
| DSC          | Distinguished Service Cross  | |
| DSO          | Distinguished Service Order  | Atorgada per la consecució d'algun acte meritòri en temps de guerra, normalment en situacions de combat                                                                      |
| DSM          | Distinguished Service Medal  | Equivalent a la Distinguished Service Cross |
| MC           | Creu Militar                 | |
| MOH          | Medal d'Honor                | La condecoració de més nivell atorgada pel govern dels Estats Units |
| MiD          | Mentioned in Despatches      | |
| MM           | Medalla Militar (Regne Unit) | Equivalent a la Creu Militar |
| MM(fr)       | Medalla Militar              | Condecoració de la República Francesa |
| MMV          | Medal of Military Valor      | Condecoració italiana |
| OB           | Order of the Bath            | La quarta orde més antiga de la cavalleria britànica |
| OC           | Order of the Crown           | Condecoració belga |
| OLII         | Order of Leopold II          | Condecoració atorgada per mèrits a Bèlgica |
| OR           | Order of the Redeemer        | Atorgada a tots aquells que han defensats els interessos de Grècia en temps de guerra                                                                                        |
| OSA          | Order of St. Anna            | Condecoració de cavalleria primer de Holstein i més tard de Rússia |
| OSG          | Order of St. George          | Atorgada a oficials militars i generals únicament per la demostració de valor i habilitat front l'enemic                                                                     |
| OSR          | Order of the Star of Romania | Condecoració de més nivell romanesa |
| OSS          | Order of Saint Stanislaus    | Condecoració russa a una carrera civil o servei militar distingits |
| OSV          | Order of St. Vladimir        | Orde imperial russa |
| OWE          | Order of the White Eagle     | Atorgada en reconeixement del servei, tant civil com militar, a favor dels interessos de Polònia                                                                             |
| Cr St Geo    | Cross of St. George          | Condecoració a oficial de poc rang, soldats o mariners en reconeixement del valor mostrat davant l'enemic                                                                    |
| VC           | Victoria Cross               | Condecoració britànica més important, atorgada al valor en front l'enemic |

### Forces Centrals
| HOH     | House Order of Hohenzollern          | Orde de cavalleria de Hohenzollern                                                      |
| IC      | Creu de Ferro                        | Condecoració de Prússia, més tard d'Alemanya                                            |
| MMC(AH) | Military Merit Cross (Austrohongria) | Condecoració militar de l'Imperi Austrohongarès                                         |
| MMC(P)  | Military Merit Cross (Prussia)       | Condecoració més important al valor de Prússia per a oficials de poc rang i soldats     |
| MMM     | Military Merit Medal (Austrohongria) | Condecoració militar de l'Imperi Austrohongarès                                         |
| MFB     | Medal for Bravery                    | Condecoració militar de l'Imperi Austrohongarès                                         |
| MOMJ    | Military Order of Max Joseph         | Condecoració militar més important de l'Imperi de Baviera                               |
| MOSH    | Military Order of St. Henry          | Condecoració militar més important de l'Imperi de Saxònia                               |
| OIC     | Order of the Iron Crown              | Orde austríaca imperial                                                                 |
| OL      | Order of Leopold                     | Condecoració austríaca com a reconeixement al valor mostrat davant l'enemic             |
| PLM     | Pour le Mérite                       | Condecoració militar més important de Prússia fins a la fi de la Primera Guerra Mundial |
| WB      | Wound Badge                          | Atorgada als soldats ferits/amb congelacions de l'exèrcit imperial alemany              |

## Asos
| As                                 | País            | Servei Militar                                                | Victòries | Anotacions |
| ---------------------------------- | --------------- | ------------------------------------------------------------- | --------- | --- |
| Paul Achilles                      | Germany         | Luftstreitkräfte                                              | 8         | |
| John William Aldred                | United Kingdom  | Royal Flying Corps, Royal Air Force                           | 8         | Military Cross with Bar |
| Gerald Anderson                    | South Africa    | Royal Flying Corps, Royal Air Force                           | 8         | Distinguished Flying Cross                                                                                                 |
| Flaminio Avet                      | Italy           | Corpo Aeronautico Militare                                    | 8         | |
| Geoffrey Bailey                    | United Kingdom  | Royal Flying Corps, Royal Air Force                           | 8         | Distinguished Flying Cross                                                                                                 |
| Paul Barbreau                      | France          | Aéronautique Militaire                                        | 8         | Legion d'Honneur, Medaille Militaire, Croix de Guerre                                                                      |
| Charles Bartlett                   | United Kingdom  | Royal Naval Air Service, Royal Air Force                      | 8         | Distinguished Service Cross with Bar                                                                                       |
| Donald Beard                       | United Kingdom  | Royal Flying Corps, Royal Air Force                           | 8         | Distinguished Flying Cross                                                                                                 |
| Ludwig Beckmann                    | Germany         | Luftstreitkräfte                                              | 8         | |
| Edwin Benbow                       | United Kingdom  | Royal Flying Corps, Royal Air Force                           | 8         | Military Cross |
| Maurice Benjamin                   | South Africa    | Royal Flying Corps, Royal Air Force                           | 8         | Military Cross |
| Henry Bizou                        | United Kingdom  | Royal Flying Corps, Royal Air Force                           | 8         | Distinguished Flying Cross                                                                                                 |
| Giles Blennerhasset                | United Kingdom  | Royal Flying Corps, Royal Air Force                           | 8         | Military Cross |
| Karl Bohny                         | Germany         | Luftstreitkräfte                                              | 8         | |
| Aloys Freiherr von Brandenstein    | Germany         | Luftstreitkräfte                                              | 8         | |
| Clive Brewster-Joske               | Australia       | Royal Flying Corps, Royal Air Force                           | 8         | Military Cross |
| Edric Broadberry                   | United Kingdom  | Royal Flying Corps, Royal Air Force                           | 8         | Military Cross |
| Alfred John Brown                  | United Kingdom  | Royal Flying Corps, Royal Air Force                           | 8         | Military Cross |
| Howard Burdick                     | United States   | US Army Air Service                                           | 8         | Distinguished Service Cross, British Distinguished Flying Cross                                                            |
| Ernesto Cabruna                    | Italy           | Corpo Aeronautico Militare                                    | 8         | |
| Alvin Callender                    | United States   | Royal Flying Corps, Royal Air Force                           | 8         | |
| James Child                        | United Kingdom  | Royal Flying Corps, Royal Air Force                           | 8         | Military Cross, Belgian Order of Leopold, Belgian Croix de Guerre                                                          |
| Henry Clay                         | United States   | Royal Flying Corps, US Army Air Service                       | 8         | Distinguished Service Cross, British Distinguished Flying Cross                                                            |
| Robert David Coath                 | United Kingdom  | Royal Flying Corps, Royal Air Force                           | 8         | |
| Edwin Cole                         | United Kingdom  | Royal Flying Corps, Royal Air Force                           | 8         | Military Cross |
| Hamilton Coolidge                  | United States   | US Army Air Service                                           | 8         | Distinguished Service Cross, Croix de Guerre                                                                               |
| James Coombe                       | United Kingdom  | Royal Flying Corps, Royal Air Force                           | 8         | |
| Dieudonne Costes                   | France          | Aéronautique Militaire                                        | 8         | Legion d'Honneur, Medaille Militaire, Croix de Guerre                                                                      |
| Leslie Court                       | United Kingdom  | Royal Flying Corps, Royal Air Force                           | 8         | French Medaille Militaire                                                                                                  |
| William Craig                      | Canada          | Royal Naval Air Service, Royal Air Force                      | 8         | Distinguished Flying Cross                                                                                                 |
| Otto Creutzmann                    | Germany         | Luftstreitkräfte                                              | 8         | Iron Cross |
| Henry Crowe                        | United Kingdom  | Royal Flying Corps, Royal Air Force                           | 8         | Military Cross |
| James Dawe                         | United Kingdom  | Royal Flying Corps, Royal Air Force                           | 8         | |
| Gilbert De Guingand                | France          | Aéronautique Militaire                                        | 8         | Legion d'Honneur, Medaille Militaire, Croix de Guerre                                                                      |
| John D. De Pencier                 | Canada          | Royal Flying Corps, Royal Air Force, Royal Canadian Air Force | 8         | |
| Gunther Dobberke                   | Germany         | Luftstreitkräfte                                              | 8         | |
| Percy Douglas                      | United Kingdom  | Royal Flying Corps, Royal Air Force                           | 8         | |
| Peter Roy Maxwell Drummond         | Australia       | Royal Flying Corps, Royal Air Force                           | 8         | Order of the Bath, Order of the British Empire, Distinguished Service Order with Bar, Military Cross. Rose to Air Marshal. |
| Gordon Duncan                      | United Kingdom  | Royal Flying Corps, Royal Air Force                           | 8         | Distinguished Flying Cross                                                                                                 |
| William Durrand                    | Canada          | Royal Flying Corps, Royal Air Force                           | 8         | Military Cross |
| Harold E. Easton                   | United Kingdom  | Royal Flying Corps, Royal Air Force                           | 8         | |
| Friedrich Ehmann                   | Germany         | Luftstreitkräfte                                              | 8         | |
| Leonard Herbert Emsden             | United Kingdom  | Royal Flying Corps, Royal Air Force                           | 8         | Distinguished Conduct Medal                                                                                                |
| William Portwood Erwin             | United States   | US Army Air Service                                           | 8         | Distinguished Service Cross, French Croix de Guerre                                                                        |
| Dudley Lloyd Evans                 | United Kingdom  | Royal Flying Corps, Royal Air Force                           | 8         | Military Cross, Distinguished Flying Cross                                                                                 |
| Walter Ewers                       | Germany         | Luftstreitkräfte                                              | 8         | |
| Harold R. Eycott-Martin            | United Kingdom  | Royal Flying Corps, Royal Air Force                           | 8         | Military Cross |
| Garfield Finlay                    | Australia       | Australian Flying Corps                                       | 8         | Distinguished Flying Cross Rose to Wing Commander in RAAF.                                                                 |
| Desmond Fitzgibbon                 | United Kingdom  | Royal Naval Air Service, Royal Air Force                      | 8         | Distinguished Service Cross                                                                                                |
| Georges Flachaire                  | France          | Aéronautique Militaire                                        | 8         | Legion d'Honneur, Medaille Militaire, Croix de Guerre, British Military Cross                                              |
| Austin Lloyd Fleming               | Canada          | Royal Flying Corps, Royal Air Force                           | 8         | Military Cross |
| Jean Alfred Fraissinet             | France          | Aéronautique Militaire                                        | 8         | Legion d'Honneur, Croix de Guerre                                                                                          |
| Hans-Eberhardt Gandert             | Germany         | Luftstreitkräfte                                              | 8         | Royal House Order of Hohenzollern, Iron Cross. Rose to rank of General Major.                                              |
| Jacques Gerard                     | France          | Aéronautique Militaire                                        | 8         | Legion d'Honneur, Medaille Militaire, Croix de Guerre                                                                      |
| Cyril Gladman                      | United Kingdom  | Royal Flying Corps, Royal Air Force                           | 8         | |
| Clive Glynn                        | United Kingdom  | Royal Flying Corps, Royal Air Force                           | 8         | Distinguished Flying Cross                                                                                                 |
| Max Gossner                        | Germany         | Luftstreitkräfte                                              | 8         | |
| James Grant                        | United Kingdom  | Royal Flying Corps, Royal Air Force                           | 8         | Distinguished Flying Medal                                                                                                 |
| Eustace Grenfell                   | United Kingdom  | Royal Flying Corps, Royal Air Force                           | 8         | Military Cross, Distinguished Flying Cross, Air Force Cross                                                                |
| Victor Groom                       | United Kingdom  | Royal Flying Corps, Royal Air Force                           | 8         | Distinguished Flying Cross with Bar                                                                                        |
| Julien Geuertiau                   | France          | Aéronautique Militaire                                        | 8         | Legion d'Honneur, Medaille Militaire, Croix de Guerre                                                                      |
| Wolfgang Guettler                  | Germany         | Luftstreitkräfte                                              | 8         | Iron Cross |
| Adolf Gutknecht                    | Germany         | Luftstreitkräfte                                              | 8         | Iron Cross |
| Hans von Häbler                    | Germany         | Luftstreitkräfte                                              | 8         | Royal House Order of Hohenzollern, Iron Cross                                                                              |
| Reuben Hammersley                  | United Kingdom  | Royal Flying Corps, Royal Air Force                           | 8         | French Croix de Guerre |
| Frederick Harlock                  | United Kingdom  | Royal Flying Corps, Royal Air Force                           | 8         | |
| Herbert Hegarty                    | United Kingdom  | Royal Flying Corps, Royal Air Force                           | 9         | Military Cross |
| Alfred Hemming                     | South Africa    | Royal Flying Corps, Royal Air Force                           | 8         | Distinguished Flying Cross                                                                                                 |
| Heinrich Henkel                    | Germany         | Luftstreitkräfte                                              | 8         | Iron Cross |
| George Hicks                       | United Kingdom  | Royal Air Force                                               | 8         | Distinguished Flying Cross                                                                                                 |
| D'Arcy Fowlis Hilton               | Canada          | Royal Flying Corps, Royal Air Force                           | 8         | Military Cross, Air Force Cross                                                                                            |
| Ivan F. Hind                       | South Africa    | Royal Flying Corps, Royal Air Force                           | 8         | |
| Wilhelm Hippert                    | Germany         | Luftstreitkräfte                                              | 8         | Iron Cross |
| William Norman Holmes              | United Kingdom  | Royal Flying Corps, Royal Air Force                           | 8         | Military Medal |
| Thomas Stanley Horry               | United Kingdom  | Royal Air Force                                               | 8         | Distinguished Flying Cross                                                                                                 |
| Richard Howard                     | Australia       | Australian Flying Corps                                       | 8         | Military Cross |
| Hans Hoyer                         | Germany         | Luftstreitkräfte                                              | 8         | |
| Paul Huettenrauch                  | Germany         | Luftstreitkräfte                                              | 8         | Iron Cross |
| Hubert Hunt                        | United Kingdom  | Royal Flying Corps, Royal Air Force                           | 8         | Distinguished Flying Medal                                                                                                 |
| Frank Hunter                       | United States   | US Army Air Service                                           | 8         | Distinguished Service Cross, French Legion d'Honneur. Major General in WW II.                                              |
| Michael Hutterer                   | Germany         | Luftstreitkräfte                                              | 8         | Iron Cross |
| Fritz Jacobsen                     | Germany         | Luftstreitkräfte                                              | 8         | Iron Cross |
| Clinton Jones                      | United States   | US Army Air Service                                           | 8         | Distinguished Service Cross with Oak Leaf Cluster                                                                          |
| Ernest G. Joy                      | Canada          | Royal Flying Corps, Royal Air Force                           | 8         | Distinguished Flying Cross                                                                                                 |
| Kenneth William Junor              | Canada          | Royal Flying Corps, Royal Air Force                           | 8         | Military Cross |
| Willi Kampe                        | Germany         | Luftstreitkräfte                                              | 8         | Iron Cross |
| Karl Kaszala                       | Austria-Hungary | Luftfahrtruppen                                               | 8         | German Iron Cross |
| Fritz Kieckhaefer                  | Germany         | Luftstreitkräfte                                              | 8         | |
| Franz Kirchfeld                    | Germany         | Luftstreitkräfte                                              | 8         | |
| Robert Kirby Kirkman               | United Kingdom  | Royal Flying Corps, Royal Air Force                           | 8         | Military Cross |
| Arthur Gerald Knight               | Canada          | Royal Flying Corps                                            | 8         | Distinguished Service Order, Military Cross                                                                                |
| Sidney Knights                     | United Kingdom  | Royal Flying Corps, Royal Air Force                           | 8         | Military Cross |
| Arthur Korff                       | Germany         | Luftstreitkräfte                                              | 8         | |
| Heinrich Kostrba                   | Austria-Hungary | Luftfahrtruppen                                               | 8         | Military Merit Cross, German Iron Cross                                                                                    |
| Fritz Krebs                        | Germany         | Luftstreitkräfte                                              | 8         | |
| Antoine Laplasse                   | France          | Aéronautique Militaire                                        | 8         | Medaille Militaire, Croix de Guerre                                                                                        |
| Kenneth Leask                      | United Kingdom  | Royal Flying Corps, Royal Air Force                           | 8         | Military Cross with Bar. Rose to Air Vice-Marshal.                                                                         |
| Forde Leathley                     | United Kingdom  | Royal Flying Corps, Royal Air Force                           | 8         | Military Cross |
| Alvaro Leonardi                    | Italy           | Corpo Aeronautico Militare                                    | 8         | Medal for Military Valor                                                                                                   |
| Cecil Arthur Lewis                 | United Kingdom  | Royal Flying Corps, Royal Air Force                           | 8         | Military Cross. Author, Oscar winner.                                                                                      |
| Alan Light                         | United Kingdom  | Royal Flying Corps, Royal Air Force                           | 8         | |
| George Lloyd                       | South Africa    | Royal Flying Corps, Royal Air Force                           | 8         | Military Cross, Air Force Cross                                                                                            |
| Carlo Lombardi                     | Italy           | Corpo Aeronautico Militare                                    | 8         | Medal for Military Valor                                                                                                   |
| William Myron MacDonald            | Canada          | Royal Flying Corps, Royal Air Force                           | 8         | Distinguished Flying Cross                                                                                                 |
| William John MacKenzie             | United States   | Royal Naval Air Service, Royal Air Force                      | 8         | |
| Donat Makeenok                     | Russia          | Imperial Army Air Service                                     | 8         | Cross of Saint George, Order of Saint Vladimir, Order of Saint Stanilas, Order of Saint Anne                               |
| Reginald Malcolm                   | Canada          | Royal Flying Corps, Royal Air Force                           | 8         | Military Cross |
| George Marks                       | Canada          | Royal Naval Air Service, Royal Air Force                      | 8         | |
| Andre Martenot De Cordou           | France          | Aéronautique Militaire                                        | 8         | Legion d'Honneur, Medaille Militaire, Croix de Guerre, Belgian Croix de Guerre                                             |
| Robert Massenet-Royer de Marancour | France          | Aéronautique Militaire                                        | 8         | Officier of Legion d'Honneur, Croix de Guerre                                                                              |
| Ernest Masters                     | United Kingdom  | Royal Flying Corps, Royal Air Force                           | 8         | French Croix de Guerre |
| M. B. Mather                       | United Kingdom  | Royal Flying Corps, Royal Air Force                           | 8         | Distinguished Conduct medal                                                                                                |
| Hugh Maund                         | United Kingdom  | Royal Naval Air Service, Royal Air Force                      | 8         | |
| John McCudden                      | United Kingdom  | Royal Flying Corps                                            | 8         | Military Cross |
| James McDonald                     | United Kingdom  | Royal Flying Corps, Royal Air Force                           | 8         | Distinguished Flying Cross                                                                                                 |
| Roderick McDonald                  | Canada          | Royal Naval Air Service, Royal Air Force                      | 8         | |
| Henry Meintjes                     | South Africa    | Royal Flying Corps, Royal Air Force, South African Air Force  | 8         | Military Cross, Air Force Cross                                                                                            |
| James Meissner                     | United States   | US Army Air Service                                           | 8         | Distinguished Service Cross, French Croix de Guerre. Postwar commander Alabama National Guard.                             |
| Alexander W. Merchant              | United Kingdom  | Royal Flying Corps, Royal Air Force                           | 8         | |
| Karl Meyer                         | Germany         | Luftstreitkräfte                                              | 8         | Iron Cross |
| Leslie Mitchell                    | United Kingdom  | Royal Flying Corps, Royal Air Force                           | 8         | |
| Kurt Adolf Monnington              | Germany         | Luftstreitkräfte                                              | 8         | Iron Cross |
| Henry Moody                        | United Kingdom  | Royal Flying Corps, Royal Air Force                           | 8         | Military Cross |
| Keith K. Muspratt                  | United Kingdom  | Royal Flying Corps                                            | 8         | Military Cross |
| Thomas Nash                        | United Kingdom  | Royal Naval Air Service, Royal Air Force                      | 8         | Distinguished Flying Cross with Bar                                                                                        |
| Gastone Novelli                    | Italy           | Corpo Aeronautico Militare                                    | 8         | 1 Gold, 2 Silver, and 1 Bronze awards of Medal for Military Valor                                                          |
| Luigi Olivari                      | Italy           | Corpo Aeronautico Militare                                    | 8         | 4 Silver and 2 Bronze awards of Medal for Military Valor, French Croix de Guerre                                           |
| Eric Olivier                       | United Kingdom  | Royal Flying Corps, Royal Air Force                           | 8         | |
| William O'Toole                    | United Kingdom  | Royal Flying Corps, Royal Air Force                           | 8         | |
| Otto Parschau                      | Germany         | Luftstreitkräfte                                              | 8         | Pour le Merite, Royal House Order of Hohenzollern, Iron Cross                                                              |
| Edwin C. Parsons                   | United States   | US Army Air Service                                           | 8         | French Medaille Militaire and Croix de Guerre, Belgian Order of Leopold II and Croix de Guerre. Admiral during WW II.      |
| Eric Pashley                       | United Kingdom  | Royal Flying Corps                                            | 8         | |
| Arthur Peck                        | United Kingdom  | Royal Flying Corps, Royal Air Force                           | 8         | Distinguished Service Order, Military Cross with Bar                                                                       |
| Edmond Pillon                      | France          | Aéronautique Militaire                                        | 8         | Medaille Militaire, Croix de Guerre                                                                                        |
| Friedrich Poeschke                 | Germany         | Luftstreitkräfte                                              | 8         | |
| Roger Poupon                       | France          | Aéronautique Militaire                                        | 8         | Legion d'Honneur, Croix de Guerre                                                                                          |
| Philip B. Prothero                 | United Kingdom  | Royal Flying Corps                                            | 8         | |
| John Quested                       | United Kingdom  | Royal Flying Corps, Royal Air Force                           | 8         | Military Cross, French Croix de Guerre                                                                                     |
| Lionel Rees                        | United Kingdom  | Royal Flying Corps                                            | 8         | Victoria Cross, Order of the British Empire, Military Cross, Air Force Cross                                               |
| Wolfram Freiherr von Richthofen    | Germany         | Luftstreitkräfte                                              | 8         | Iron Cross. Rose to Generalfeldmarschall during WW II.                                                                     |
| Claus Reimer                       | Germany         | Luftstreitkräfte                                              | 8         | |
| Karl Ritscherle                    | Germany         | Luftstreitkräfte                                              | 8         | Iron Cross |
| Charles Robson                     | United Kingdom  | Royal Flying Corps, Royal Air Force                           | 8         | Military Cross |
| William Rooper                     | United Kingdom  | Royal Flying Corps                                            | 8         | Belgian Croix de Guerre |
| Alexander Roulstone                | United Kingdom  | Royal Flying Corps, Royal Air Force                           | 8         | Military Cross |
| Richard Runge                      | Germany         | Luftstreitkräfte                                              | 8         | |
| William J. Rutherford              | Canada          | Royal Flying Corps, Royal Air Force                           | 8         | |
| Harold Satchell                    | United Kingdom  | Royal Flying Corps, Royal Air Force                           | 8         | |
| Franklin Saunders                  | United Kingdom  | Royal Flying Corps, Royal Air Force                           | 8         | Military Cross with Bar |
| Paul Sauvage                       | France          | Aéronautique Militaire                                        | 8         | Medaille Militaire, Croix de Guerre                                                                                        |
| Karl Scharon                       | Germany         | Luftstreitkräfte                                              | 8         | Iron Cross |
| Hans Schilling                     | Germany         | Luftstreitkräfte                                              | 8         | Royal House Order of Hohenzollern                                                                                          |
| Viktor Schobinger                  | Germany         | Luftstreitkräfte                                              | 8         | Royal House Order of Hohenzollern, Iron Cross                                                                              |
| Carl-August von Schoenebeck        | Germany         | Luftstreitkräfte                                              | 8         | Royal House Order of Hohenzollern, Iron Cross. Generalmajor during WW II.                                                  |
| Owen Scholte                       | United Kingdom  | Royal Flying Corps, Royal Air Force                           | 8         | Military Cross |
| Wilhelm Schwartz                   | Germany         | Luftstreitkräfte                                              | 8         | |
| Walter Scott                       | United Kingdom  | Royal Naval Air Service, Royal Air Force                      | 8         | |
| Herbert Sellars                    | United Kingdom  | Royal Flying Corps, Royal Air Force                           | 8         | Military Cross |
| John Sharman                       | Canada          | Royal Naval Air Service                                       | 8         | Distinguished Service Cross with Bar, French Croix de Guerre                                                               |
| Walter Simon                       | United States   | Royal Flying Corps, Royal Air Force                           | 8         | Distinguished Flying Cross. First American ace in a single sortie.                                                         |
| George Simpson                     | Australia       | Royal Naval Air Service, Royal Air Force                      | 8         | Distinguished Service Cross                                                                                                |
| Robert Sloley                      | South Africa    | Royal Flying Corps                                            | 8         | |
| John Henry Smith                   | Canada          | Royal Flying Corps, Royal Air Force                           | 8         | |
| Langley Smith                      | Canada          | Royal Naval Air Service                                       | 8         | Distinguished Service Cross, Belgian Order of the Crown and Croix de Guerre                                                |
| William Watson Smith               | United Kingdom  | Royal Flying Corps, Royal Air Force                           | 8         | Distinguished Flying Cross                                                                                                 |
| Bertram Smyth                      | United Kingdom  | Royal Flying Corps, Royal Air Force                           | 8         | |
| Martinus Stenseth                  | United States   | US Army Air Service                                           | 8         | Distinguished Service Cross. Rose to Brigadier General.                                                                    |
| John Summers                       | United Kingdom  | Royal Flying Corps, Royal Air Force                           | 8         | Military Cross |
| Leslie Sutherland                  | Australia       | Australian Flying Corps, Royal Australian Air Force           | 8         | Military Cross, Distinguished Conduct Medal                                                                                |
| Alexander Tahy                     | Austria-Hungary | Luftfahrtruppen                                               | 8         | Military Merit Cross, Medal for Bravery, Military Merit Medal (silver and bronze)                                          |
| Fritz Thiede                       | Germany         | Luftstreitkräfte                                              | 8         | Iron Cross |
| Clifford Tolman                    | United Kingdom  | Royal Flying Corps, Royal Air Force                           | 8         | |
| Thomas Traill                      | United Kingdom  | Royal Flying Corps, Royal Air Force                           | 8         | Distinguished Flying Cross. Became Vice Air Marshal before 1954 retirement.                                                |
| Del Vial                           | France          | Aéronautique Militaire                                        | 8         | Legion d'Honneur, Medaille Militaire, Croix de Guerre                                                                      |
| Alexander Vlasto                   | United Kingdom  | Royal Flying Corps, Royal Air Force                           | 8         | |
| John Warner                        | United Kingdom  | Royal Flying Corps, Royal Air Force                           | 8         | Distinguished Flying Cross                                                                                                 |
| Leslie Warren                      | United Kingdom  | Royal Naval Air Service, Royal Air Force                      | 8         | Distinguished Flying Cross                                                                                                 |
| Wilbert White                      | United States   | US Army Air Service                                           | 8         | Distinguished Service Cross, French Croix de Guerre                                                                        |
| Claude Melnot Wilson               | Canada          | Royal Flying Corps, Royal Air Force                           | 8         | Distinguished Flying Cross                                                                                                 |
| William Wright                     | United Kingdom  | Royal Flying Corps, Royal Air Force                           | 8         | Air Force Cross, Belgian Order of the Crown and Croix de Guerre                                                            |
| Wilhelm Zorn                       | Germany         | Luftstreitkräfte                                              | 8         | |